# Bildstock (Unterhaching)

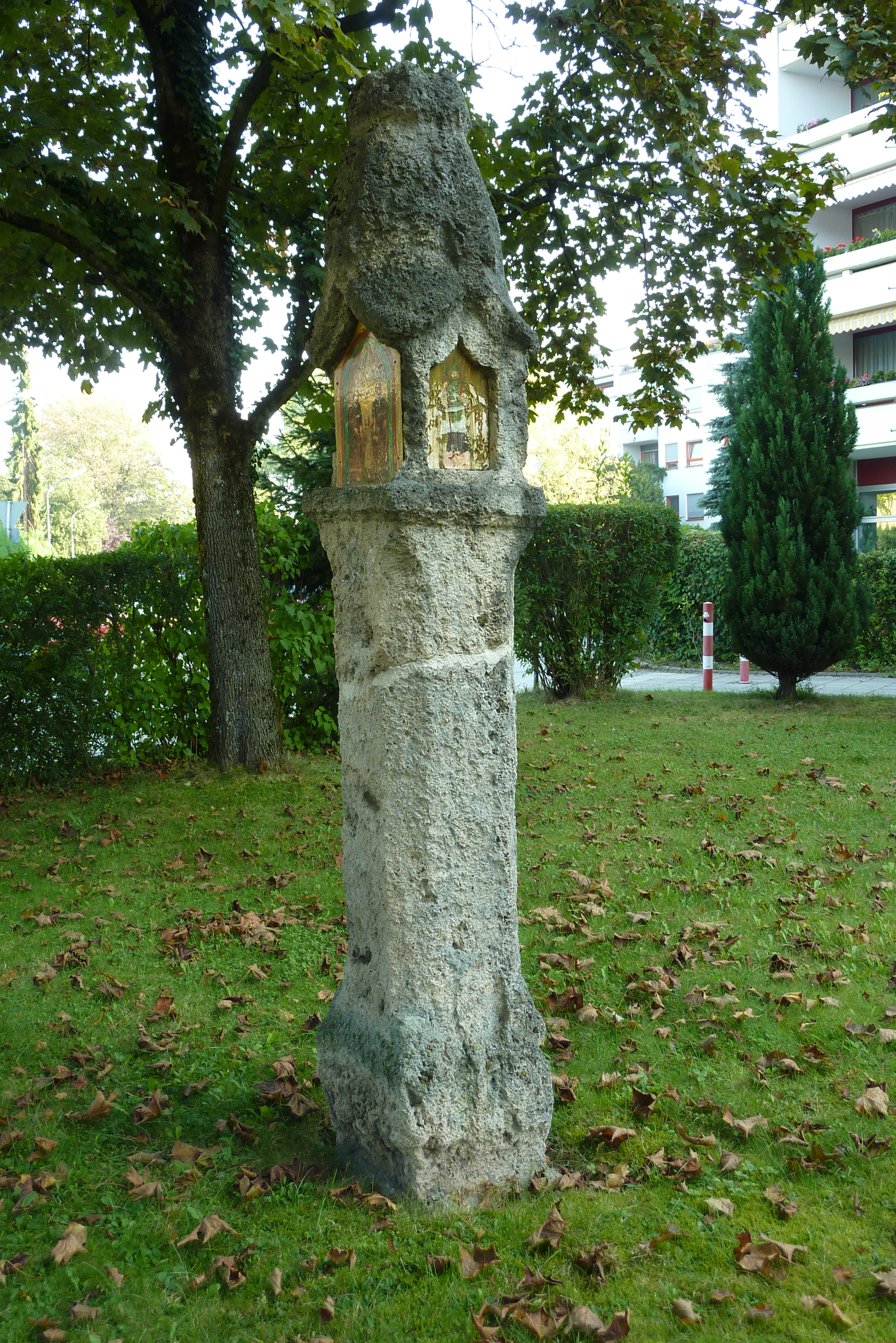
Bildstock

Der Bildstock, auch Pestsäule genannt, steht in der Grünau in der Gemeinde Unterhaching im Landkreis München. Nach der Tradition erinnert er an die Pesttoten. Er dürfte aus der frühen Neuzeit stammen. Als Baudenkmal ist er mit der Nummer D-1-84-148-9 des Bayerischen Landesamtes für Denkmalpflege versehen.
Der etwa 2,50 m hohe Bildstock besteht aus Tuffstein aus dem Gleißental. Der untere Teil ist als viereckiger Pfeiler mit angedeuteter Basis und Kapitell gestaltet. Darüber kommt ein Bereich mit vier Giebeln, unter denen an drei Seiten eingetiefte spitzbogige Nischen sind. Darüber ist er recht verwittert, er scheint aber an der Spitze noch eine Bekrönung besessen zu haben, die Staudter einen gotischen Helm nennt. Eingemeißelt sind die Buchstaben C und R (für Christus Rex) und ein durchbohrtes Herz Jesu.
In den Nischen soll sich noch 1937 ein altes Ölbild mit der Jahreszahl 1635 befunden haben. Damals wütete die Pest in Unterhaching. Heute befinden sich dort neue Gemälde des Heiligen Wandels und der Ortsheiligen Alto und Korbinian von Albert Riedmaier aus dem Jahr 1982/83. Diese wurden 1998 von Erich Johner erneuert.
Nach der stilistischen Datierung stammt er aus dem frühen 16. Jahrhundert. Felzmann geht von einer Bedeutung als Pestsäule aus. Er vermutet, dass der Bildstock 1635 anlässlich der Pest mit neuen Bildern versehen wurde. Beim Pflügen in der Umgebung sollen Knochen gefunden worden sein, was für einen abseits gelegenen Pestfriedhof sprechen könnte. Staudter hält neben einer Pestsäule aber auch eine Votivsäule wegen der Bildnischen und eine Martersäule an der Stelle eines Verbrechens für möglich. Dafür spreche auch der gleichnamige Flurname.
Der Bildstock wurde 1968 bei der Bebauung und Gestaltung des Siedlungsgebietes Grünau um einige Meter versetzt. Vorher stand er an der Gabelung der Truderinger und der Säulenstraße, heute an der Von-Stauffenberg-Straße nahe der Truderinger Straße auf einer Freifläche vor einer Ladenzeile. Bei der Transferierung brach er auseinander und wurde dann wieder zusammengefügt. Der Name Säulenstraße erinnert auch an den Bildstock.